# Ana Beatriz Nogueira
Pour les articles homonymes, voir Beatriz et Nogueira.
Ana Beatriz Soares Nogueira, née à Rio de Janeiro (Brésil) le 22 octobre 1967, est une actrice brésilienne.

## Filmographie

### Au cinéma
- 1986 : Vera de Sergio Toledo (en) : Vera
- 1990 : Stelinha
- 1990 : Meu Vizinho Comprou um Carro
- 1991 : Matou a Família e Foi ao Cinema : une jeune femme
- 1995 : Jenipapo : Márcia
- 2000 : Villa-Lobos - Uma Vida de Paixão : Lucília
- 2001 : Copacabana : Salete jeune
- 2002 : Querido Estranho : Teresa
- 2002 : Lara : Marta
- 2003 : O Vestido : Angela
- 2004 : O Diabo a Quatro : Andréa
- 2006 : Mulheres do Brasil : la mère d'Ana

### À la télévision
- 1984 : Santa Marta Fabril (feuilleton TV)
- 1988 : O Pagador de Promessas (feuilleton TV)
- 1989 : Kananga do Japão : Alzira (série télévisée)
- 1991 : O Sorriso do Lagarto (feuilleton TV)
- 1992 : As Noivas de Copacabana : Fátima (série télévisée)
- 1995 : Você Decide (série télévisée)
- 1996 : O Rei do Gado : Jacira (série télévisée)
- 2003 : A Casa das Sete Mulheres : Dona Rosa (feuilleton TV)
- 2003 : Celebridade : Ana Paula Moutinho (telenovela)
- 2004 : Sob Nova Direção : Ânia (série télévisée)
- 2005 : Essas Mulheres : Leocádia Duarte (série télévisée)
- 2006 : Bicho do Mato : Lili Sampaio (série télévisée)
- 2008 : Ciranda de Pedra : Frau Herta (série télévisée)
- 2009 : Caminho das Índias : Ilana Gallo (telenovela)
- 2011 : Passions mortelles (Insensato Coração) : Clarice Cortez (telenovela)
- 2011-2012 : A Vida da Gente : Eva Fonseca (telenovela)
- 2012 : Salve Jorge : Rachel Flores Galvão (série télévisée)
- 2013 : Saramandaia : Maria Aparadeira (série télévisée)
- 2014 : Em Família : Selma (série télévisée)

## Distinctions
En 1987, elle a remporté l'Ours d'argent de la meilleure actrice au 37e Festival international du film de Berlin pour son rôle dans le film Vera, réalisé par Sergio Toledo.